# Non tutte le sciagure vengono dal cielo
Non tutte le sciagure vengono dal cielo (Wolkenbruchs wunderliche Reise in die Arme einer Schickse) è un film del 2018 diretto da Michael Steiner.
È stato selezionato come candidato svizzero per il miglior lungometraggio internazionale alla 92ª edizione dei premi Oscar 2020, ma non è stato nominato. È basato sul romanzo d'esordio dell'autore svizzero Thomas Meyer, chiamato anche Wolkenbruch's Wondrous Journey into the Arms of a Shiksa.

## Trama
Motti è nato e cresciuto in una famiglia ebrea ashkenazita ortodossa. La madre lo vuole sposato quanto prima ad una ragazza della comunità, ma Motti si innamora di una collega di Università non ebrea.

## Distribuzione
Il film è stato distribuito sulla piattaforma Netflix a partire dal 25 ottobre 2018.